# Патриаршина

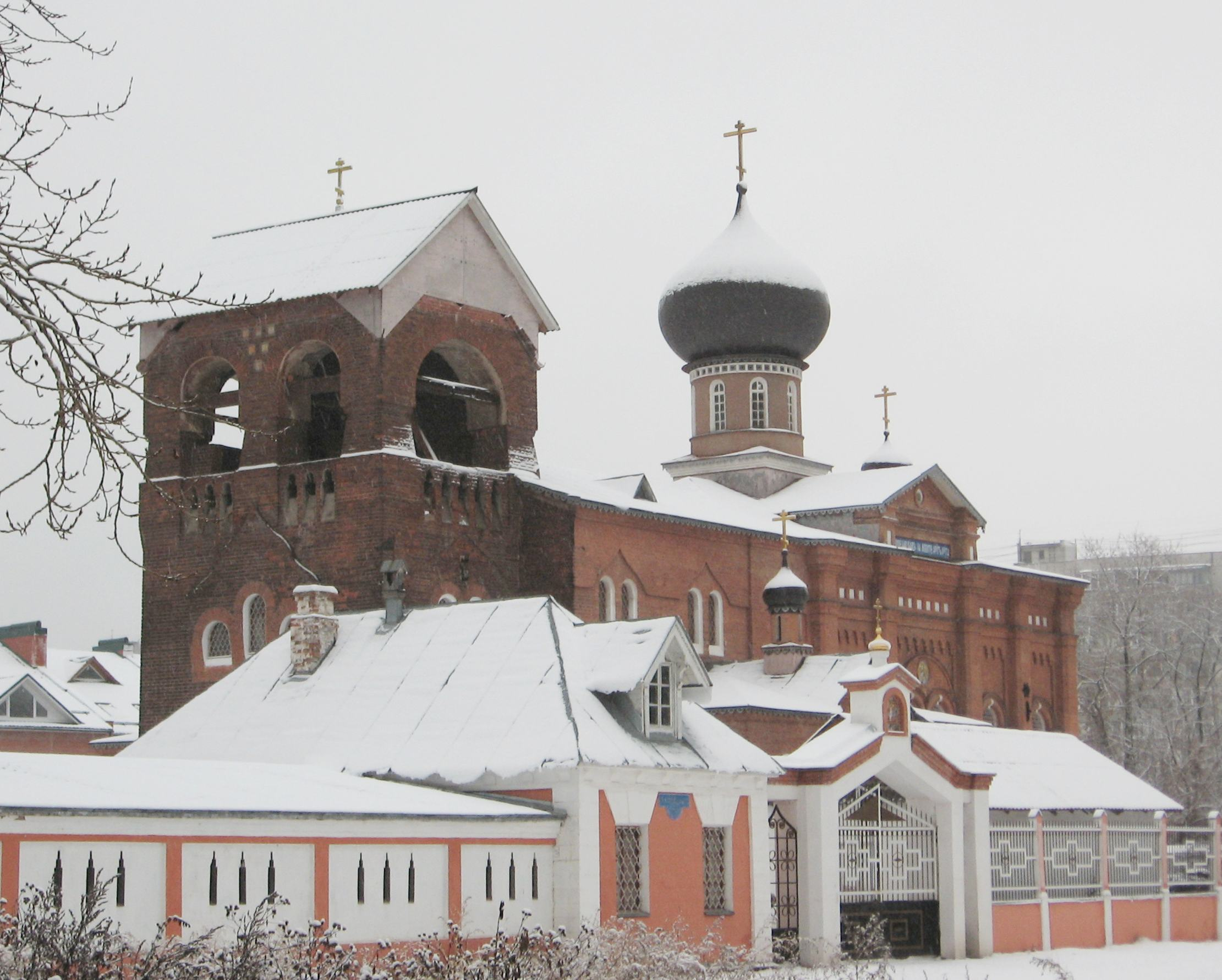
Старообрядческий храм Рождества Пресвятой Богородицы в Орехове-Зуеве

«Патриа́ршина» — историческое самоназвание местности в современном Орехово-Зуевском районе Московской области, включающий город Орехово-Зуево и деревни к югу от него: Будьково, Ионово, Кабаново, Ликино-Дулёво, Кудыкино и др. До революции в этих местах преобладало старообрядческое население.

## История
Ещё с XIV века эти земли находились в Сенежской волости и принадлежали сначала митрополитам, а затем и патриархам Московским и всея Руси. Со временем Сенежские земли разделились, одной из частей стала волость Кудыкинская. На протяжении XIX и до начала XX века Кудыкинская волость Покровского уезда входила в состав Владимирской губернии. В составе Московской губернии в то время находилось только село Зуево, в 1917 году объединённое с селом Орехово и преобразованное в город Орехово-Зуево. В отличие от других волостей, образованных на бывших патриарших землях, только в Кудыкинской волости, во многом благодаря старообрядцам, вплоть до середины XX века сохранилось самоназвание данного региона — «Патриаршина».
В XVIII веке в этих районах проживали представители многих старообрядческих согласий: беглопоповцы, федосеевцы и другие, но преобладали староверы-беспоповцы Поморского согласия.
О происхождении самого наименования В. В. Хвальковский, занимавшийся историей Церкви и родных мест, писал: «Деревни Будьково, Ионово и некоторые другие входили в состав владений блаженной памяти благочестивых патриархов (по некоторым сведениям — Московского патриарха Иосифа), отсюда и назывались „Патриаршины“, а местность — „Патриаршина“. Во времена патриарха Никона жители Патриаршины, невзирая на свою большую зависимость от патриарха, отказались принять новшества и остались верными последователями старой веры, за что были гонимы и притесняемы». Даже в XVIII веке, когда Русской церковью управлял Синод, местные крестьяне говорили о себе: «мы крестьяне бывших благочестивых патриархов — „патриаршины“ мы».
«Патриаршина» как особый историко-культурный регион, в прошлом населенный преимущественно староверами-беспоповцами, на протяжении всего своего существования практически не изучался. Обращая свой взор на эти земли, исследователи относили их зачастую к гуслицким окраинам, либо рассматривали как пригород Орехово-Зуево. Однако в дореволюционной России Гуслицы и Патриаршина находились не только в разных уездах, но и в разных губерниях (в Московской и во Владимирской соответственно), хотя и были близкими по традиции и культуре.